# 마차부자리 프시7
마차부자리 프시7(ψ7 Aurigae)은 마차부자리에 있는 삼중성계이며, 지구에서 약 364광년 떨어져 있다. 프시7은 맨눈으로 보이는 주성과 보이지 않는 반성 두 개로 이루어져 있다.
주성 마차부자리 프시7 A는 K분광형의 오렌지색 거성이며 겉보기 등급은 +4.99이다. 마차부자리 프시7 B는 주성에서 40.9초각 떨어져 있으며 겉보기 등급은 +10이다. 마차부자리 프시7 C는 주성에서 118초각 떨어져 있고 겉보기 등급은 +12이다.